# Луцький процес
Луцький процес («Процес 57-ми») — судовий процес над 57 комуністами, членами КПЗУ, заарештованими в листопаді 1930 року.
Відбувався в Луцьку 19 лютого — 14 квітня 1934 р. Серед ув'язнених — керівні працівники Комуністичної партії Західної України С. І. Бойко, М. Й. Олексюк, О. М. Платонова, І. Н. Тинник, Й. О. Купранець та інші. Катування політичних в'язнів викликало значний розголос. На захист західноукраїнських комуністів виступили французькі письменники Анрі Барбюс і Ромен Роллан.
Підсудних звинувачували у державній зраді за статтями 93 § 1 і 97 § 1 кримінального кодексу — «змова групи осіб з метою посягання на незалежність Польщі або її територіальну цілісність». Більшість обвинувачених було засуджено до 4—8 років каторги. Один із засуджених, О. Шехтер — майбутній батько польського громадсько-політичного діяча, борця проти комунізму Адама Міхніка.